# Rajmonda Bulku
Rajmonda Bulku, född den 16 augusti 1958 i Tirana i Albanien, är en albansk skådespelare. Rajmonda Bulku avlade 1985 examen vid Akademin för de sköna konsterna i Tirana. Hon medverkade mestadels i större roller i flera långfilmer mellan åren 1985–1994. Hon är också politiskt aktiv och valdes in i parlamentet 2009.

### Fotnoter
1. ↑  Raicheva-Stover Maria, Ibroscheva Elza, red (2016) (på engelska). Women in Politics and Media: Perspectives from Nations in Transition (1. paperback ed.). New York: London. sid. 214. Libris 19438103. ISBN 9781501318986